# Pratantico
Pratantico è una frazione del comune italiano di Arezzo. L'abitato, sito a quota 274 m s.l.m., è situato a circa 7 km da Arezzo, dopo il Ponte di Pratantico, percorrendo la Strada Statale 69, sita a quota 274 m.

## Storia
Non è facile dire quando sorse qui l'abitato . È sicuro che nell'epoca romana vi si trovavano delle abitazioni: vi sono infatti rinvenuti frammenti di un'iscrizione romana, resti di edifici e di pavimenti. Ed è probabile che anche durante l'alto medioevo e nel primo basso medioevo vi fosse un modesto nucleo di abitazioni.
Nel 1269 a “Prato antiquo” sono documentati possessi dei Tarlati che vengono ricordati ancor più spesso nel corso del Trecento. Il visitatore può godere da Pratantico, dalla piccola salita che fa la strada prima di entrare nel paese, di una bellissima veduta su Arezzo.
A Pratantico, nel 1908, nasce la Regia Cantina Sperimentale, collegata alla Cattedra ambulante di agricoltura, con il compito di effettuare ricerche in campo enologico ed eseguire analisi di mosti e vini per conto di Enti pubblici e privati. Nel 1936 si trasforma in “Istituto Enologico Toscano”, vigilato dal Ministero dell'Agricoltura con la partecipazione degli Enti locali, ed opera senza sostanziali variazioni nel suo assetto istituzionale fino al 1968, quando, entra a fare parte della rete degli Istituti Sperimentali del Ministero dell'Agricoltura e Foreste. Diviene così Sezione operativa periferica dell'Istituto Sperimentale per la Viticoltura di Conegliano. Dal 2004 la Struttura è inserita nella rete scientifica del C.R.A., dal 2015 C.R.E.A. e ha assunto la denominazione attuale di Unità di ricerca per la Viticoltura ed Enologia, CREA-VE.
In passato la Cantina Sperimentale, sotto la direzione di studiosi come Giuseppe De Astis e Trofimo Paulsen, ha svolto importanti attività di studio dei vitigni, di sperimentazione delle tecniche e dei prodotti enologici, di promozione del comparto vitivinicolo.